# 薄荷關係
《薄荷關係》（日语：ミントな僕ら）是日本漫畫家吉住涉的漫畫作品。從1997年6月號到2000年2月號在集英社的《Ribon》連載。漫畫全6冊，文庫版全4冊。台灣由大然出版社出版。

## 故事簡介
在主角南野諾維和父親去夏威夷的期間，諾維的雙胞胎姊姊瑪莉亞卻為了她的初戀轉學到全住宿制的森之宮學園。
為了帶回自己的姊姊，諾維決心要轉學到森之宮學園。但是學園的宿舍只剩下女子宿舍有空位，諾維只好假扮成女生，作為瑪莉亞的雙胞胎妹妹轉學進森之宮學園。

## 角色
南野諾維
主角，瑪莉亞的雙胞胎弟弟。中學2年級。為了帶回自己的姊姊，戴上假髮裝扮成女生進入森之宮學園，並成為男子籃球部的經理。平常的語氣和行為就跟一般的男生一樣，也不特地假裝。喜歡上未有之後以假名「栗原徹」和未有交往（不過後來還是揭穿了）。
南野瑪莉亞
諾維的雙胞胎姐姐。因為喜歡上廣部和陽而轉學到森之宮學園。因為愛戀，經過幾次失戀。迷戀低俗東西又愛哭的人。女子籃球部所屬。
最終與龍至交往。
佐佐龍至
參加男子籃球社。喜歡釣魚。因5歲時發生的一件事，認為女生很麻煩。一開始以為諾維是女生而誤以為自己終於有可以談得來的女生，當知道諾維是男生時打擊很大。與親生父親永別，現在的父親=親生母親的再婚對象是未有的親生父親。
牧村未有
諾維的室友。長得很漂亮卻令人感覺難以親近，實際上是個很好相處的女生。因為父母離婚的關係，與親生父親的碰面被傳言為援助交際。討厭蟲和說謊。怕生。和佐佐是表親。
廣部和陽
女子籃球社的教練。大學生。瑪莉亞初戀的對象。
廣部良陽
和陽的弟弟。日野中男子籃球社成員。從以前開始就對瑪莉亞有興趣（從哥哥那裡得知），第一次遇見瑪莉亞之後就提出交往，後來因為晶的緣故和瑪莉亞分手。
栗慈朗
森之宮學園的明星。輕音社「Embrasse moi」的主唱克利斯。紅髮。喜歡對他冷酷的女生。第一次遇見諾維時就喜歡上他，但他對待情敵的手段很骯髒。此後被對自己很冷淡的未有和可南子吸引了。
麻生可南子
瑪莉亞的室友，瑪莉亞有煩惱時經常找她商量。
森之宮志津子
森之宮學園的理事長。聽了諾維的轉校理由後覺得有趣而准許他轉來。
櫻井大輔
諾維以前學校的朋友。喜歡瑪莉亞。在瑪莉亞和良陽分手後與她交往，最終親自提出分手。
立原果林
諾維以前學校的朋友。喜歡諾維。
中山晶
良陽的青梅竹馬及前女友。美人。高中生。以前是個很好的人，可能是因為缺少父母的關愛，進入中學後和很多男生交往。從中破壞良陽和瑪莉亞的關係。

## 單行本
| 卷數 | 集英社         | 集英社             | 大然出版社    | 大然出版社         |
| ---- | -------------- | ------------------ | ------------- | ------------------ |
| 1    | 1998年1月19日  | ISBN 9784088560588 | 2000年3月4日  | ISBN 9789572535332 |
| 2    | 1998年9月19日  | ISBN 9784088560991 | 2000年3月4日  | ISBN 9789572541210 |
| 3    | 1999年2月20日  | ISBN 9784088561257 | 2000年3月4日  | ISBN 9789572544983 |
| 4    | 1999年7月20日  | ISBN 9784088561523 | 2000年1月10日 | ISBN 9789572549292 |
| 5    | 1999年12月12日 | ISBN 9784088561790 | 2000年3月2日  | ISBN 9789572551431 |
| 6    | 2000年4月19日  | ISBN 9784088561998 | 2000年10月9日 | ISBN 9789572554975 |